# Z pianką czy bez
Z pianką czy bez – polski serial komediowy, produkowany w latach 1997–1998 w reżyserii Sylwestra Chęcińskiego (odcinki 1 i 2) oraz Grzegorza Warchoła (odc. 3–9) i emitowany od 5 kwietnia 1998. Autorami scenariusza są satyrycy Stefan Friedmann i Krzysztof Jaroszyński. Miejscem akcji serialu jest bar.

## Obsada[1]
- Renata Berger jako Andrzejewska, była żona Stefana
- Michał Breitenwald jako pijaczek
- Grzegorz Emanuel jako brat Andrzejewskiej
- Stefan Friedmann jako Grójecki
- Ewa Gawryluk jako Beata Loren
- Magdalena Gnatowska jako koleżanka Radka
- Piotr Gąsowski jako Pawelec, likwidator z Państwowego Banku Kredytowego
- Marcin Kamiński jako klient pubu
- Jan Kociniak jako Kazimierz Suryn, dziadek Katarzyny
- Jacek Kopczyński jako kolega Radka
- Grzegorz Kowalczyk jako pomocnik stolarza
- Michał Lesień jako kolega Radka
- Katarzyna Łukaszyńska jako klientka pubu
- Lech Mackiewicz jako klient pubu
- Julian Mere jako akwizytor
- Piotr Michalski
- Aleksander Mikołajczak jako tata organizujący ślub córce
- Rafał Mohr jako inspicjent Rysio
- Jolanta Olszewska jako kobieta z zarządu rady mieszkańców
- Sławomir Orzechowski jako mafioso „Cegła”
- Radosław Pazura jako Radek Michalczyk
- Elżbieta Piekacz jako kobieta z zarządu rady mieszkańców
- Przemysław Predygier
- Piotr Pręgowski jako listonosz
- Anna Samusionek jako Katarzyna Steczyk
- Krystyna Sienkiewicz jako babcia klozetowa Tola
- Krzysztof Stelmaszyk jako Robert Roliński
- Andrzej Szopa jako Eugeniusz Rozbirski, przewodniczący rady mieszkańców
- Stanisław Tym jako Arden, organizator koncertów
- Tadeusz Wojtych jako stolarz Brzeniewiecki
- Grzegorz Wons jako Stefan Andrzejewski, właściciel lokalu
- Magdalena Zawadzka jako Regina Żago-Lalicka
- Leszek Zduń jako Sylwek Andrzejewski, syn Stefana
- Piotr Zelt jako dostawca beczek z piwem

## Lista odcinków[1]
1. Lawranc, ojciec Kristiny
2. Koncesja
3. Wielkie otwarcie
4. Złoty środek
5. Wzloty i powroty
6. Bicie piany
7. Zjazd koleżeński
8. Akcyza
9. Wesele